# That Don't Make Me a Bad Guy
That Don't Make Me a Bad Guy è il dodicesimo album in studio del cantante di musica country Toby Keith, pubblicato nel 2008.

## Tracce
1. That Don't Make Me a Bad Guy - 3:42
2. Creole Woman - 4:33
3. God Love Her - 3:37
4. Lost You Anyway - 3:39
5. Missing Me Some You - 4:46
6. Hurt a Lot Worse When You Go - 4:22
7. Time That It Would Take - 3:22
8. You Already Love Me - 3:34
9. She Never Cried in Front of Me - 4:01
10. Cabo San Lucas - 3:09
11. I Got It for You Girl - 3:12